# Гайове (Кропивницький район)
Гайове́ — село в Україні, в Олександрівській селищній громаді Кропивницького району Кіровоградської області. Населення становить 259 осіб.

## Населення
За переписом населення України 2001 року в селі мешкало 259 осіб.

### Мова
Розподіл населення за рідною мовою за даними перепису 2001 року:
| Мова       | Відсоток |
| ---------- | -------- |
| українська | 98,07 %  |
| російська  | 1,93 %   |